# Asiatischer Jugendtag
Der Asiatische Jugendtag (AJT; englisch: Asian Youth Day, AYD) gehört zu einer Reihe von Großveranstaltungen der römisch-katholischen Kirche in verschiedenen Weltregionen, die zwischen den Jahren mit Weltjugendtagen stattfinden. Im Abstand von einigen Jahren treffen sich auch hier tausende Jugendliche und junge Erwachsene für einige Tage (meist eine Woche) an einem Ort. Veranstaltet wird der Asiatische Jugendtag gemeinsam von der jeweiligen Diözese und dem Büro für Laien und Familie der Föderation asiatischer Bischofskonferenzen (Federation of Asian Bishops’ Conferences, FABC).
Die bisherigen Asiatischen Jugendtage:
- 1999: Hua Hin (Bistum Surat Thani, Thailand)
- 2001: Taipeh (Erzbistum Taipeh, Republik China (Taiwan))
- 2003: Bangalore (Erzbistum Bangalore, Indien)
- 2006: Hongkong (Bistum Hongkong, Volksrepublik China)
- 2009: Imus (Erzbistum Manila, Philippinen)

Der letzte Asiatische Jugendtag fand vom 10. bis 17. August 2014 in Daejeon (Bistum Daejeon, Südkorea) statt. Es nahmen 6000 Jugendliche teil. Aus diesem Anlass besuchte Papst Franziskus vom 14. bis 18. August das Land und nahm am 15. August vor 800.000 Gläubigen die Seligsprechung von 124 Märtyrern der Christenverfolgungen in Korea im 18. und 19. Jahrhundert während der Joseon-Dynastie vor (siehe auch: Heiligtum der koreanischen Märtyrer). Das Motto des Jugendtages lautet darauf bezogen: Asian Youth, wake up! The glory of the martyrs shines on you (Jugend Asiens, wach auf! Der Glanz der Märtyrer scheint auf euch).